# Ловси, Питер
Питер Хармер Ловси (англ. Peter Harmer Lovesey, иногда Питер Лавси; 10 сентября 1936 — 10 апреля 2025) — английский писатель, автор исторических детективов, детективных романов и рассказов о современности. Наибольшую известность ему принесли два персонажа: сержант Крибб — лондонский сыщик викторианской эпохи, и Питер Даймонд — современный следователь полиции Бата.
Героем нескольких книг Ловси стал вполне реальный человек, Альберт Эдвард, принц Уэльский, ставший впоследствии королём Эдвардом VII. В романах он упоминается как Берти.
По жанру, детективы Ловси можно отнести к разряду занимательных головоломок, они написаны в лучших традициях «золотого века» детектива.
Дебютный роман Ловси «Wobble To Death» был написан им в рамках конкурса, объявленного газетой The Times в 1969 году, с призовым фондом 1000 фунтов.
Питер Ловси писал как под своим настоящим именем, так и под псевдонимом Питер Лир (Peter Lear). Питер Ловси жил в Чичестере. Его сын, Фил Ловси, также пишет детективы.
Умер 10 апреля 2025 года в возрасте 88 лет.

## Признание
Произведения Ловси неоднократно получали престижные литературные премии, в том числе премии Gold и Silver Daggers, присуждаемые Ассоциацией писателей-криминалистов (CWA), председателем которой Ловси был в 1991—1992 года. В 2000 году Ловси был награждён премией Cartier Diamond Dagger «За вклад в детективный жанр».

### Награды и премии
- Wobble To Death (1970) — Приз за дебютный роман Macmillan/Panther
- Mad Hatter’s Holiday (1974) — Номинация на премию CWA Dagger
- A Case Of Spirits (1975) — Prix du Roman d’Aventures (Приз французской приключенческой литературы)
- Swing, Swing Together (1976) — Grand Prix de Littérature Policière (с фр. — «Премия в области детективной литературы»)
- Waxwork (1978) — Премия CWA Silver Dagger
- The False Inspector Dew (1978) — Премия CWA Gold Dagger
- Vandals (рассказ, 1984) — Номинация на премию Anthony Award
- The Secret Lover (рассказ, 1985) — Премия CWA Veuve Clicquot
- Rough Cider (1986) — Номинация на премию Эдгара (MWA Edgars)
- The Wasp (рассказ, 1988) — Номинация на премию Ellery Queen Readers’ Award
- The Last Detective (1991) — Anthony Award
- Supper with Miss Shivers  (рассказ, 1991) — Номинация на премию Ellery Queen Readers’ Award
- You May See A Strangler (рассказ, 1992) — Номинация на премию Ellery Queen Readers’ Award
- The Crime of Miss Oyster Brown (рассказ, 1991) — Премия Ellery Queen Readers’ Award, номинация на премию Anthony Award
- The Summons (1995) — номинация на премию Эдгара (MWA Edgars), премия CWA Macallan Silver Dagger
- The Pushover (рассказ, 1995) — Приз MWA Golden Mysteries
- Bloodhounds (1996) — Премия CWA Macallan Silver Dagger, премия Barry Award, премия Macavity Award
- A Parrot is Forever (рассказ, 1996) — Номинация на премию Anthony Award
- The Corbett Correspondence (рассказ, 1997) — Номинация на премию Agatha Award
- James Who? (статья, 1999) — Премия CWA Leo Harris
- Lifetime Achievement Award (2000) — Премия CWA Cartier Diamond Dagger (Алмазный кинжал Картье)
- The Reaper (2000) — Номинация на премию Barry Award
- Diamond Dust (2002) — Номинация на премию Barry Award
- The House Sitter (2003) — Премия Macavity[7], номинация на приз Los Angeles Times Book Prize, Номинация на премию Barry Award
- Needle Match (рассказ, 2007) — Премия CWA Short Story

## Экранизации
В 1979 году был экранизирован роман Питера Ловси «Goldengirl». В роли Голдин Серафин снялась знаменитая американская актриса Сьюзен Энтон.
В 1980—1981 годах по мотивам произведений Ловси был снят мини-сериал «Крибб» (англ. Cribb).
В 1982 году в рамках сериала Роальда Даля «Истории с неожиданной развязкой» (англ. Tales of the Unexpected) была снята серия «A Man with a Fortune».
В 2002 году по роману Ловси «On the Edge» был снят фильм «Dead Gorgeous».